# Непокорные, несгибаемые, несломленные
«Непокорные, несгибаемые, несломленные» (англ. Unbowed, Unbent, Unbroken) — шестой эпизод пятого сезона фэнтезийного сериала канала HBO «Игра престолов», и 46-й во всём сериале. Сценарий к эпизоду написал Брайан Когман, а режиссёром стал Джереми Подесва. Премьера состоялась 17 мая 2015 года.
За свою концовку, показывающую жестокое сексуальное насилие, эпизод разделил критиков и фанатов на два лагеря. Он получил смешанный рейтинг 58 % на Rotten Tomatoes, самый низкий рейтинг, полученный эпизодом «Игры престолов» на тот момент. Предыдущим эпизодом с самым низким рейтингом стал эпизод «Дозорные на Стене» в четвёртом сезоне с 91%. Тем не менее, режиссёр Джереми Подесва получил номинацию на премию «Эмми» за лучшую режиссуру драматического сериала за этот эпизод.

## Сюжет

### В Браавосе
Арья (Мэйси Уильямс) продолжает своё обучение с Безликими. Она пытается узнать от Бродяжки (Фэй Марсей) о судьбе тел умерших в храме, но Бродяжка говорит ей, что она ещё не готова к этому. Затем Арья спрашивает о том, как пройти игру ликов, и Бродяжка намекает, что для этого надо уметь убедительно врать. Когда Якен Хгар (Том Влашиха) приходит испробовать Арью снова, та рассказывает о своём прибытии в Браавос, чтобы присоединиться к Безликим, исказив при этом несколько ключевых фактов. Однако Якену удается поймать её на вранье, после чего он уходит, заявив, что Арья врёт не только ему, но и себе тоже.
Спустя некоторое время местный житель приносит в храм свою смертельно больную дочь, чтобы она смогла умереть и тем самым избавилась от страданий. Арья беседует с ней, сочиняя, что и сама она в детстве была тяжело больна, но излечилась, отхлебнув воды из храма, после чего даёт девочке напиться отравленной воды. Якен приводит Арью в тайную комнату под храмом, где Безликие хранят лица всех людей, когда-либо умерших в храме. Он загадочно сообщает Арье, что она ещё не готова стать «никем», но уже готова стать «кем-то ещё».

### В Дорне
Тристан (Тоби Себастьян) и Мирцелла (Нелл Тайгер Фри) беззаботно гуляют по Водным Садам, строя планы по поводу будущего брака, что беспокоит отца, принца Дорана (Александр Сиддиг). Тем временем Джейме (Николай Костер-Вальдау) и Бронн (Джером Флинн), маскируясь под дорнийских гвардейцев, проникают в сады. Пока Джейме пытается схватить Мирцеллу, Бронн мигом вырубает Тристана. Неожиданно похитители сталкиваются со следившими за Тристаном и Мирцеллой Песчаными Змейками: Обарой (Кейша Касл-Хьюз), Нимерией (Джессика Хенвик) и Тиеной (Розабелла Лауренти Селлерс). Пока Джейме и Бронн отбиваются от девушек, всех их окружает отряд гвардейцев во главе с Арео Хотахом (ДеОбия Опарей), после чего им приходится бросить оружие. Также арестована и Эллария Сэнд (Индира Варма), участвовавшая в организации похищения Мирцеллы.

### За Узким морем
Джорах (Иэн Глен) и Тирион (Питер Динклэйдж) продолжают путь к Миэрину пешком. Тирион рассказывает Джораху о том, как сбежал из Вестероса после убийства своего отца Тайвина (Чарльз Дэнс), и что отец Джораха, Джиор Мормонт (Джеймс Космо), был убит на Севере во время рейда за Стену. Достигнув морского побережья, они попадают в руки работорговцев, которые направляются в Волантис. Тириону удаётся убедить работорговцев не убивать его и отвести их обоих в Миэрин, так как опытный воин Джорах сможет заработать работорговцам гораздо больше денег во вновь открытых Дейенерис (Эмилия Кларк) бойцовых ямах.

### В Королевской Гавани
Петир Бейлиш (Эйдан Гиллен) возвращается в Королевскую Гавань по просьбе Серсеи, где он сталкивается с Ланселем (Юджин Саймон) и группой Воробьёв. Лансель предупреждает Петира, что они очистили Королевскую Гавань от всех пороков и не потерпят его публичных домов. Затем Петир встречается с Серсеей (Лина Хиди), которая открыто подозревает его в измене. Но Мизинец убеждает её, что он всё ещё верен трону, и сообщает, что засевший в Винтерфелле лорд Русе Болтон (Майкл Макэлхаттон) планирует выдать Сансу (Софи Тёрнер) замуж за Рамси (Иван Реон), чтобы узаконить контроль Болтонов над Севером. Серсея в бешенстве от явного предательства Болтонов, и Петир, воспользовавшись этим, убеждает королеву-мать позволить ему лично возглавить рыцарей Долины в походе на Винтерфелл, чтобы уничтожить Болтонов и Станниса (Стивен Диллэйн) в обмен на титул Хранителя Севера. Серсея неохотно соглашается, взамен требуя, чтобы он привез ей голову ненавистной Сансы.
Между тем Оленна Тирелл (Дайана Ригг) прибывает в Королевскую Гавань в целях освободить своего внука Лораса (Финн Джонс) из-под стражи Воробьёв. Она предупреждает Серсею, что её действия поставили под удар стратегически важный союз Ланнистеров и Тиреллов, хотя королева-мать выражает уверенность в «счастливом» для Лораса исходе «справедливого» суда. На священном дознании Его Воробейшество (Джонатан Прайс) допрашивает Лораса и Маргери (Натали Дормер), и они оба отрицают, что Лорас — мужеложец. Но «праведные» неожиданно приводят Оливара (Уилл Тюдор), и он свидетельствует против Лораса, вопреки заявлению Маргери отметив, что она видела их вместе в постели. Его Воробейшество убеждён, что уже достаточно доказательств, чтобы арестовать саму Маргери за лжесвидетельство в ходе святого дознания. Пока Воробьи уводят Маргери, она просит своего беспомощного и нерешительного супруга Томмена (Дин-Чарльз Чэпмен) хоть чем-то ей помочь.

### В Винтерфелле
Миранда (Шарлотта Хоуп) моет волосы Сансы (Софи Тёрнер), готовя её к свадьбе. При этом она как бы невзначай перечисляет предыдущих любовниц Рамси, пугая слухами о том, что Рамси (Иван Реон) затравливал собаками наскучивших ему наложниц. Санса смело отвечает, что она — из рода Старков из Винтерфелла, и потому не из пугливых. Вскоре приходит Теон/Вонючка (Альфи Аллен), чтобы вести невесту в Богорощу, где она заключает с Рамси законный брак. Рамси приводит её в свою спальню, бесстыдно расспрашивая, невинна ли она, и как она провела брачную ночь с Тирионом. После того, как Санса говорит ему, что карлик к ней не прикасался, он приказывает ей снять одежду, а Вонючке приказывает остаться и смотреть. Затем Рамси грубо разрывает платье Сансы и насилует её, консуммируя свой брак, на глазах у плачущего Теона.

## Производство

### Сценарий

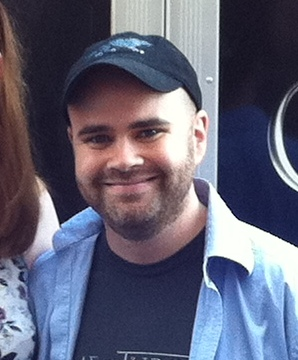
Сценарий к эпизоду написал продюсер сериала Брайан Когман.

Сценарий к этому эпизоду был написан продюсером сериала Брайаном Когманом, который написал сценарии к по крайней мере одному эпизоду в каждом сезоне шоу. Он включает содержимое романа Джорджа Р. Р. Мартина, «Пир стервятников», глав «Арья II», «Кошка-Кет» и «Серсея X», и «Танца с драконами», глав «Маленькая уродка», «Тирион X» и «Принц Винтерфелла», хотя, по мнению консультанта сериала Элио Гарсия, изображение некоторых событий «сильно отличается» от оригинала.
Как и другие эпизоды этого сезона, он также включает содержание и сюжетные линии, написанные специально для телевизионной адаптации. Майлз Макнатт из A.V. Club указывает на то, что это меняет способ интерпретации зрителям решения шоураннеров. Описывая своё мнение о решении показать, как Сансу насилует Рамси во время их первой брачной ночи (сюжетная линия, отведённая другому персонажу, Джейн Пул, в книгах), он сравнивает сцену с похожей ею, между Дейенерис и Дрого в первом сезоне (что в книгах было по взаимному согласию): «В то время как мы могли обрамлять сдвинутые события брачной ночи Дени и кхала Дрого в свете того, что мы знали, куда движется история Дени, здесь мы понятия не имеем, как быть с сюжетной линией Сансы.» Большинство критиков поставили под сомнение решение показать, как Сансу насилуют в первую брачную ночь, но, как отметил «Business Insider»: «Книжная версия этой сцены была намного, намного хуже», где Теону приказали, графически, принять участие в жестоком обращении к Джейн. В интервью с «Entertainment Weekly», сценариста шоу Брайана Когмана спросили о решении снизить уровень насилия, на что он ответил: «Боже, нет. Нет-нет-нет-нет-нет. Нет. Это всё-таки общая форма насилия, которую они должны терпеть, Санса и Теон. Но это не экстремальные пытки и унижения, что является сценой в книге.»
Однако, с другой стороны, эпизод поворачивает обратно в книжный канон: «Хотя арест Лораса предположил, что шоу заменяет предполагаемые шашни Маргери его гомосексуализмом, здесь шоу постепенно строится к аресту Маргери за ложь от лица её брата.»

### Съёмки
Режиссёром «Непокорных, несгибаемых, несломленных» стал Джереми Подесва. Он также снял предыдущий эпизод, «Убей мальчишку».

## Реакция

### Рейтинги
«Непокорных, несгибаемых, несломленных» посмотрели 6.24 миллиона американских зрителей во время первого показа.

### Реакция критиков
Эпизод получил неоднозначные отзывы от критиков. На Rotten Tomatoes он получил одобрительный рейтинг 58% — самый низкий из всех эпизодов сериала на тот момент. По мнению  обозревателя Алекса Экслера, это вызвано не столько неудачными сценарными или режиссерскими решениями, сколько общим отрицательным впечатлением, произведённым на поклонников сценой с надругательством над Сансой.

### Награды и номинации
| Год  | Награда                  | Категория                                                  | Номинант(ы)                              | Результат |
| ---- | ------------------------ | ---------------------------------------------------------- | ---------------------------------------- | --------- |
| 2015 | Прайм-тайм премия «Эмми» | Лучшая режиссура драматического сериала                    | Джереми Подесва                          | Номинация |
| 2015 | Творческая премия «Эмми» | Лучшая операторская работа в сериале                       | Грег Миддлтон                            | Номинация |
| 2015 | Творческая премия «Эмми» | Лучшая работа художника-постановщика в фэнтезийном сериале | Дебора Райли, Пол Гирардани, Роб Кэмерон | Победа    |